# Aja baja, Alfons Åberg
Aja baja, Alfons Åberg är en barnbok skriven av Gunilla Bergström. Den ingår i serien av böcker som handlar om Alfons Åberg, och utgavs första gången 1973 på Rabén & Sjögren Bokförlag. En animerad filmatisering sändes första gången i Sveriges Television den 4 januari 1980.

## Bokomslag
Bokomslaget visar Alfons Åberg, som klättrar ur den helikopter han byggt, och landat i djungeln.

## Handling
Alfons Åberg är 5 år, och tycker bäst om då pappa leker. Men när pappa inte vill leka är det garderoben som gäller. Där finns pappas verktygslåda, men Alfons får inte låna den, eftersom han kan göra sig illa på sågen. I stället får Alfons rådet att leka med Pussel, som är Alfons katt.
Men vissa dagar sitter Alfons pappa ensam och läser tidningen och ser på TV, och bryr sig inte så mycket om vad Alfons gör. När Alfons då är lite uttråkad och frågar pappa om han får låna verktygslådan får han det, men måste akta sig för sågen.
Alfons hämtar verktygslådan och bräder. Pappa läser, och säger att han inte får använda sågen. Alfons hamrar och spikar, och när bräderna inte räcker lånar Alfons den trasiga pallen. Han lånar tumstocken och mäter, men spikar fel och hammaren träffar tummen. Alfons säger inget, och fortsätter. När han spikar fel, så att spiken blir krokig och måste tas bort, får han låna tången.
Alfons fortsätter spika, och bara hammaren hörs. Men vad blir det? Staket? Koja? Alfons är färdig, och det blev en helikopter. Alfons leker att han åker över djungeln mitt i natten, och Månen syns. I leken fantiserar Alfons at han ser skogar, djur som elefanter och tigrar, samt palmträd. Pussel har blivit ett lejon, och kommer rakt emot. Alfons ropar att han behöver sågen, och pappa ser nu vad Alfons gjort, och hoppar med. De leker att de flyger långt bort från lejonet, högt upp och ser båtar, bilar, flygplan och moln, innan de landar i vardagsrummet.
Sedan börjar TV-nyheterna, som pappa vill se. Alfons lurar pappa att han inte kan komma ut, och pappa tror han måste använda sågen för att få loss honom. Alfons säger åt honom att inte röra sågen, och klättrar ut och säger att han bara satt fast på låtsas. Alfons är glad att pappa slutligen lekte med honom.

### Fotnoter
1. ↑  ”Aja baja, Alfons Åberg”. Worldcat. 26 februari 1973. https://www.worldcat.org/title/aja-baja-alfons-aberg/oclc/29484065&referer=brief_results. Läst 15 januari 2015.
2. ↑  ”God natt, Alfons Åberg”. Svensk mediedatabas. 3 januari 1980. http://smdb.kb.se/catalog/id/001690208. Läst 7 oktober 2010.